# ハート・オブ・ゴールド
ハート・オブ・ゴールド（Hearts of Gold、略称HG）は、対人地雷被災者救済などを目的に1996年12月にカンボジアで行われたアンコール・ワット国際ハーフマラソンに関わった人々により、「スポーツを通じて希望と勇気をわかちあう」ことを目指し、2年間の準備の後、1998年(平成10年)10月10日に設立された。2001年3月に岡山県よりNPO法人の認証を受け、特定非営利活動法人として活動中。2012年(平成24年)12月14日に、岡山市より認定特定非営利活動法人として認定された。受賞歴には、2005年にカンボジア王国教育青年スポーツ省とカンボジア・オリンピック委員会より団体へ贈られた「特別功労賞」。2007年に（社団法人）日本善行会より団体へ贈られた「平成19年度善行賞」。2009年に日本国外務省より団体へ送られた「外務大臣表彰」。2010年にカンボジア王国プレア・バット・ノロドム・シハモニ国王陛下より有森裕子（代表理事）へ贈られた「カンボジア王国ロイヤル・モニサラポン勲章（大十字型章）」。2012年にカンボジア王国教育省青年スポーツ省より山口拓（東南アジア地域事務所長）へ贈られた「特別功労賞」などがある。

## シンボルマーク
有森裕子代表がシンボルマークを描き、ロレーン・モラー副代表がハート・オブ・ゴールドと名づけた。強く美しい心をもった人々の社会貢献へのハートを、「心の金メダル」に例えている。

## 組織概要
代表理事は有森裕子が務める。本部事務所は岡山県にあり、2004年から東南アジア地域事務所がカンボジアのプノンペンに設けられており、シェムリアップにも事務所がある。現在、個人会員が約500名、法人会員は約30社である。

## 活動
発端となったアンコールワット国際ハーフマラソンの事業に加え、日本国内で希少な「スポーツを通じた開発」に関する事業を展開。障害者自立支援、青少年育成事業、国際理解協力、日本語教育、孤児支援など、カンボジアを中心に活動している。
アンコールワット国際ハーフマラソン
1996年に始まったカンボジア唯一の国際スポーツ大会であり、世界遺産であるアンコール・ワットの遺跡群を巡るAIMS公認のチャリティーマラソンである。ロードレース (陸上競技)及び前日に行われるウォーキングの大会参加費の一部とプレッジと呼ばれる寄付金をハート･オブ･ゴールドの活動のみならず、地雷被害者への義手義足支援、弱者・災害被災者救済、HIV/AIDS予防などに関連するカンボジア赤十字、カンボジアトラスト、ハンディキャップインターナショナルなどへ寄付している。
小学校体育科教育支援
フェーズ1 [カンボジア王国 小学校体育科教育 指導要領・指導書作成支援]
JICAの草の根技術協力事業(パートナー型)として筑波大学と提携し、小学校の体育指導書作成を支援する事業である。教育省学校体育スポーツ局の人材を育成し、カンボジア全土の8州のモデル地域との協議を通じて、①学習指導要領 総則[保健体育項](2006-2007年)の改訂、②学習指導要領 保健体育編(2007-2008年)の新訂、③教師用指導書 保健体育編(2008-2009)の新訂が図られている。
フェーズ2 [カンボジア王国 小学校体育科教育 普及基盤整備]
教育省で特別に選抜・育成されたナショナル・トレーナーが、各州の教育局体育スポーツ担当官の助力を受けて、全国24州の内、5つのモデル州（バッタンバン、シェムリアップ、クラチエ、スヴァイリエン、シハヌークビル）を中心に他の19州の参加を交えながら全国的な普及基盤を設置する支援である。モデル州には、2校の小学校と1校の小学校教員養成校が選択され、おおよそ1州に半年をかけてモニタリングとフォローアップ指導しながら保健体育教育の環境整備や体育指導に関わる人材育成を図る等、体育教育の発展を支援する。
日本語教室
シェムリアップ州タックビル郡チェイ村のチェイ小学校で日本語教室を開講している。日本語の教育によって、子ども達の将来の就業や自立した生活を支援する。また、日本の小学校の小学生と交流し両国の友好親善を深める活動も行っている。
孤児支援
ハート・オブ・ゴールドではハート・ペアレント事業（里親として毎月一定額の支援をする）で、「NGO るしな・こみゅにけーしょん・やぽねしあ」の運営する「るしな・チャイルド・ケア・センター」の孤児を支援してきたが、2010年度より「NGO るしな・こみゅにけーしょん・やぽねしあ」の休業が決定したため、「るしなチャイルド・ケア・センター」を「New Child Care Center(NCCC)」と改名して引き継ぐことになった。